# Krištof Jacek Kozak
Krištof Jacek Kozak, slovenski literarni zgodovinar, dramaturg in teatrolog, * 9. januar 1969, Ljubljana.

## Življenje in delo
Na Filozofski fakulteti v Ljubljani je leta 1995 diplomiral iz primerjalne književnosti in filozofije, magistriral leta 1999 in 2002 doktoriral iz primerjalne književnosti na Univerzi Alberte v Edmontonu, Kanada. Na Wirth Institute for Austrian and Central European Studies iste kanadske univerze je bil prejemnik triletne podoktorske štipendije Joseph Kuchar Post-Doctoral Fellowship.
Od decembra 2004 je docent za književnost na Fakulteti za humanistične študije Univerze na Primorskem, delno pa je zaposlen tudi na Inštitutu za jezikoslovje ZRS UP, kjer sodeluje pri projektu Gorana Filipija Jezikovna prepletanja v istrskem in kraškem prostoru. Raziskovalno se ukvarja s sodobno dramo, posebej s tragedijo in tragičnim v sodobnem gledališču, kulturi in družbi, s slovensko dramo med obema vojnama ter s filozofijo drame. 

## Družina
Je sin dramatika Primoža Kozaka in prevajalke Jolante Groo-Kozak.

## Nagrade in priznanja
28. septembra 2011 je prejel odlikovanje viteza reda akademskih palm.